# 貝爾博河
貝爾博河是意大利的河流，位於該國北部皮埃蒙特大區，屬於塔納羅河的右支流，河道全長86公里，流域面積516平方公里，平均流量每秒6立方米，發源自蒙泰澤莫洛。
44°54′N 8°31′E / 44.900°N 8.517°E